# Pałac w Gadomiu
Pałac w Gadomiu – pałac w Gadomiu, w województwie zachodniopomorskim, w gminie Golczewo, usytuowany przy drodze wojewódzkiej nr 108.
Pałac powstał w XVIII wieku z muru pruskiego, na terenie majątku ziemskiego. Pomimo pożaru, który w 1880 roku zniszczył niemal całą wieś, budynek przetrwał. W 1909 roku dokonano rozbudowy dworu. Po 1945 roku pomieszczenia dworku zajmowały biura Państwowego Gospodarstwa Rolnego. Od 1996 roku dwór znajduje się w prywatnych rękach. W 2004 roku przeprowadzono prace restauracyjne.
Współcześnie (2023) w budynku znajduje się zajazd i restauracja „Dzika Róża”.